# Șenal navigabil
Șenalul navigabil este o porțiune navigabilă în lungul unui curs de apă, a unui canal sau pe suprafața unui lac. Constituie o cale continuă, cu lățime și cu adâncime suficiente pentru a asigura circulația navelor, pătrunderea navelor în port sau pentru trecerea acestora printr-un loc îngust.
În cazul râurilor navigabile, șenalul navigabil urmează linia celor mai adânci puncte ale albiei, denumită talveg. Șenalul navigabil este amenajat și balizat în scopul desfășurării navigației în condiții de siguranță.
Condițiile de navigație pe un șenal sunt determinate de gabaritele acestuia (adâncime, lățime, rază de curbură) și prin înălțimile libere ale paselor navigabile ale podurilor și ale cablurilor aeriene ce traversează cursul de apă.

### Sinonime
Pasă de navigație, canal navigabil, pasă de acces.

## Exemple
Prutul are șenal navigabil pe cursul inferior pentru nave mici, dar având un regim de frontieră, nu poate fi utilizat în circuitul turistic.

## Legislație
- Conform dreptului internațional, frontiera de stat pe un curs de apă trece pe mijlocul șenalului navigabil principal, iar pe apele curgătoare nenavigabile, pe la mijlocul pânzei de арă.[5]

- Pe Dunăre, semnalizarea șenalului navigabil se face în conformitate cu „Dispozițiile fundamentale privind navigația pe Dunăre” editate de Comisia Dunării, ediția 1991, Budapesta. Sectorul românesc al Dunării, se întinde între Baziaș (km 1075) și Sulina (km 0).[6]

- Legea Nr. 191 din 13 mai 2003 privind infracțiunile la regimul transportului naval prevede la Art. 21:[7]

(1) Blocarea șenalului navigabil, a unei dane sau zone a bazinului portuar și neexecutarea ordinului căpitanului portului privind măsurile de deblocare se pedepsesc cu închisoare de la 2 la 7 ani și interzicerea unor drepturi.
(2) Dacă fapta a avut ca urmare întreruperea navigației ori a activității portuare sau punerea în pericol a siguranței navigației ori a portului, pedeapsa este închisoarea de la 3 la 10 ani și interzicerea unor drepturi.